# 阿尔瓦塔纳
阿尔瓦塔纳，是西班牙卡斯蒂利亚-拉曼恰自治区阿尔瓦塞特省的一个市镇。总面积31km², 总人口851人（2001年），人口密度27人/km²。